# マダガスカル軍
マダガスカル軍（マダガスカルぐん、マダガスカル語: Tafika Malagasy、フランス語: Forces armées de Madagascar）は、マダガスカル共和国の軍隊。
総兵力は、陸軍1万2,500人以上、海軍500人（海兵隊員100名を含む）、空軍500人である。また、準軍事部隊（国家憲兵隊）8,100人を有する。

## 概要
マダガスカル軍として、第二次世界大戦中にはフランス・モロッコ・シリアなどと戦った。
また、2009年3月15日のマダガスカル・クーデターに賛同し、アンドリー・ラジョエリナと共に大統領マーク・ラヴァルマナナが居住する大統領宮殿を占拠し、翌日、ラヴァルマナナを辞任させた。その後権限は軍に委任されたが、即日アンドリー・ラジョエリナに全権を委譲した。

## データ
- 徴兵対象年齢 - 18歳
- 兵役期間 - 18歳から49歳まで
- 軍事費用 - 329億円（2002年）
- GDP - 7.2%

## 所属機関
- マダガスカル陸軍
- マダガスカル海軍
- マダガスカル空軍

## 装備

### 陸軍

#### 装甲車両
- PT-76 軽戦車 ×12両[1]
- BRDM-2 装甲偵察車 ×推定35両[1]
- FV701 フェレット 装甲偵察車 ×10両[1]
- M3A1 装甲偵察車 ×推定20両[1]
- M8 装甲偵察車 ×8両[1]
- M3A1 ハーフトラック ×推定30両[1]
- パンテーラM4 汎用装甲車 ×6両[1]

#### 対戦車兵器
- M40A1 106mm無反動砲[1]

#### 火砲
- M101 105mm榴弾砲 ×5門[1]
- D-30 122mm榴弾砲 ×12門[1]
- M-37 82mm迫撃砲[1]
- M-43 120mm迫撃砲 ×8門[1]

#### 対空兵器
- ZPU-4 14.5mm対空機関銃 ×50基[1]
- PG-55（M-1939） 37mm対空機関砲 ×20基[1]

### 海軍
「マダガスカル海軍艦艇一覧」を参照

### 空軍

#### 固定翼機
- An-26 輸送機 ×1機[1]
- CN235M 輸送機 ×1機[1]
- J.300 ジョーカー 軽輸送機 ×2機[1]
- セスナ172 軽輸送機 ×4機[1]
- セスナ206 軽輸送機 ×5機[1]
- セスナ310 軽輸送機 ×1機[1]
- セスナ337 スカイマスター 軽輸送機 ×2機[1]
- PA-23 アズテク 軽輸送機 ×1機[1]
- Tetras 軽輸送機 ×1機[1]
- Yak-40 要人輸送機 ×2機[1]
- B-737 人員輸送機 ×2機[1]

#### 回転翼機
- SA318C アルエットII 汎用ヘリコプター ×3機[1]
- BK117 汎用ヘリコプター ×1機[1]